# Diogo (ur. 1996)
Diogo de Oliveira Barbosa (ur. 4 grudnia 1996 w São Paulo) – brazylijski piłkarz występujący na pozycji napastnika lub skrzydłowego, od 2023 roku zawodnik Coritiby.